# Halmstads centralstation
Halmstad C er en svensk jernbanestation i Halmstad.

## Trafik
Halmstad C trafikeres primært af Øresundstog mellem Göteborg og Østerport via bl.a. Göteborg og Helsingør via bl.a. Varberg, Ängelholm, Helsingborg, Malmö og Kastrup. Fra Halmstad C kører der endvidere Krösatåg mod Nässjö via Värnamo. Indtil køreplanskiftet i december 2012, kørte SJ et enkelt dagligt SJ Snabbtåg mod Stockholm via Göteborg.
| Foregående station |  | Veolia              |  | Efterfølgende station    |
| ------------------ |  | ------------------- |  | ------------------------ |
| Laholmmod Malmö C  |  | ÖresundstågGöteborg |  | Falkenbergmod Göteborg C |

| Jernbane | Spire Denne jernbaneartikel er en spire som bør udbygges. Du er velkommen til at hjælpe Wikipedia ved at udvide den. |

56°40′09″N 12°51′53″Ø / 56.66913°N 12.86459°Ø